# Jeff Blatnick
Jeff Blatnick, né le 26 juillet 1957 à Niskayuna (État de New York) et mort le 24 octobre 2012 à Schenectady (État de New York), est un lutteur américain ayant participé aux Jeux olympiques d'été de 1984. Il combat dans la catégorie des plus de 100 kg en lutte gréco-romaine et devient champion olympique.

## Palmarès

### Jeux olympiques
- Jeux olympiques de 1984 à Los Angeles, États-Unis
  -  Médaille d'or